# Louvrepyramiden

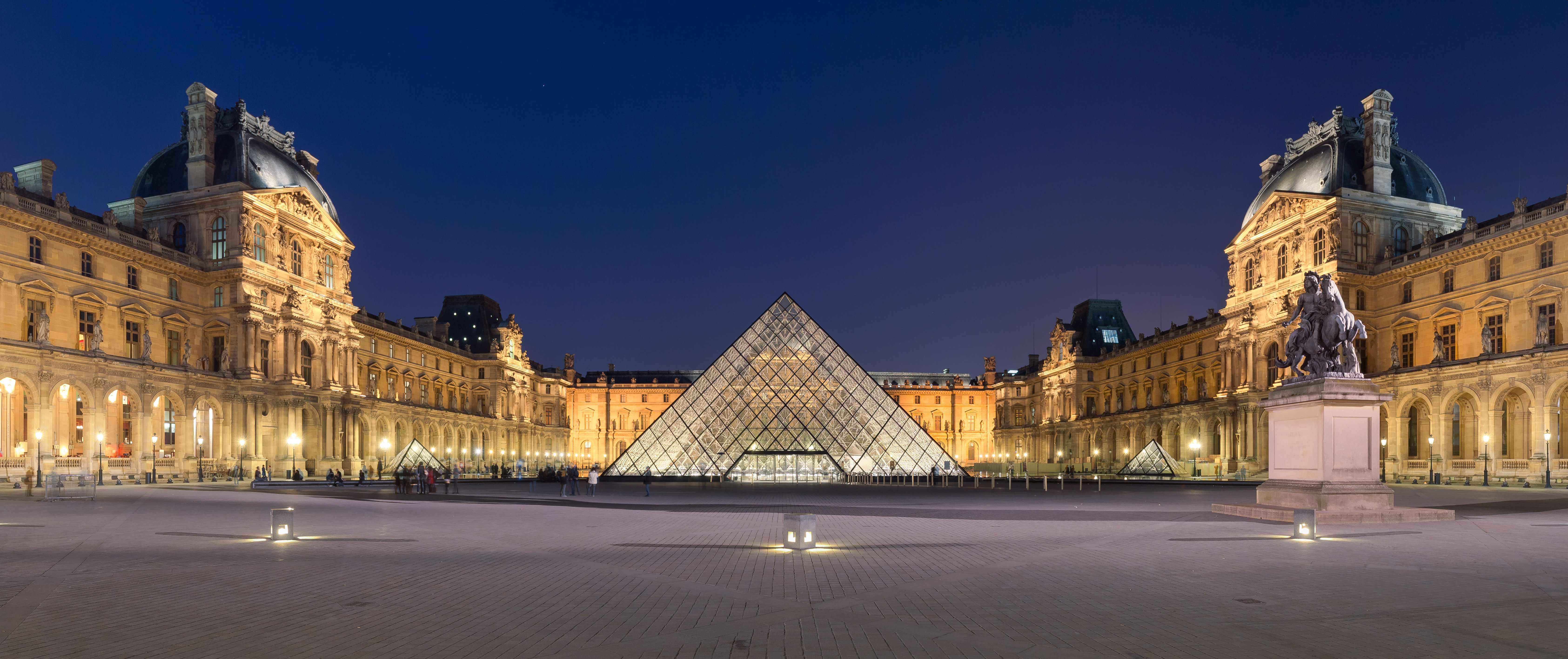
Louvrepyramiden

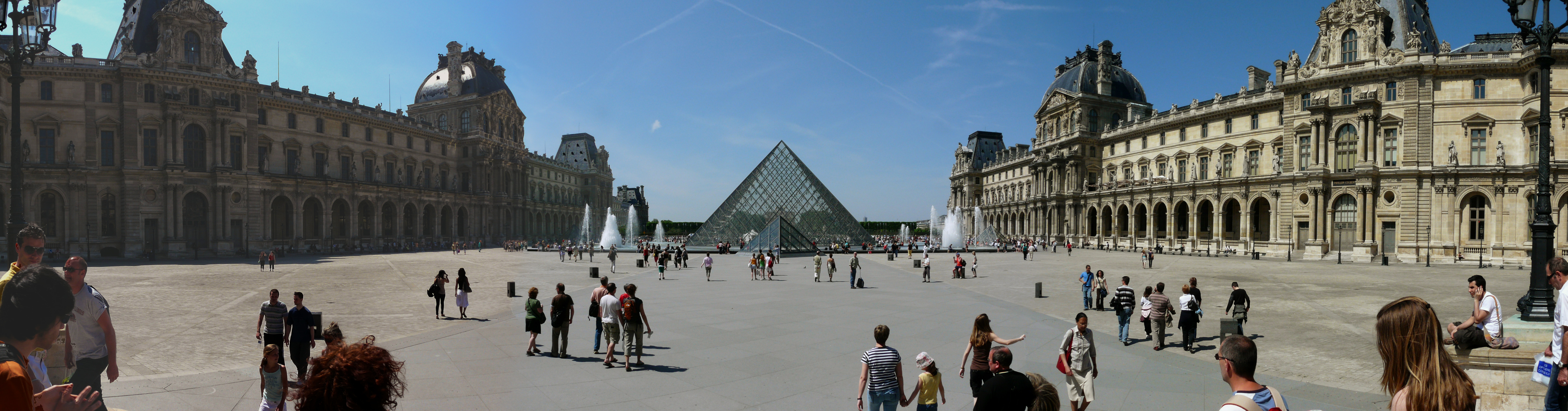
Panorama av Louvren med pyramiden i mitten

Louvrepyramiden är en pyramid gjord av glas och metall som står på gårdsplanen utanför Palais du Louvre i Paris, Frankrike. Pyramiden, som omges av tre mindre pyramider, hyser en av ingångarna till konstmuseet Louvren och stod färdig 1989.
Pyramiden ritades av arkitekten I.M. Pei, på uppdrag av den dåvarande franske presidenten François Mitterrand. Byggnaden är 20,6 meter hög och har en kvadratisk bas med 35 meter långa sidor. Den är en stålkonstruktion med 603 rombformade och 70 triangulära 21 millimeter tjocka glasskivor. Från entrén vid pyramiden leds besökarna ner till en lobby, som byggdes samtidigt som pyramiden, och går därifrån in i det egentliga Louvrepalatset.
Pyramidens moderna design har kritiserats för att passa dåligt ihop med Louvrens renässansarkitektur, men har med åren blivit ett av Paris mest betydelsefulla landmärken. 